# Darren Naish
Darren Wiliams Naish (Anglia, 1975 –) brit gerinces-őslény kutató, szakíró és tudomány-népszerűsítő művek, gyermekkönyvek szerzője.

## Életpályája
Angliában született 1975. szeptember 26-án. Tanulmányait a Southamptoni és a Portsmouthi Egyetemen végezte. Tudományos munkásságát főleg az őslénytan és az állattan területén fejti ki. Kutatóként főleg a dinoszauruszokat és más mezozoikus hüllőket leíró és újraértékelő munkáiról ismert, köztük az Eotyrannus,  Xenoposeidon, és az Azhdarchidae pteroszauruszok leírásaival, újraértékelésével foglalkozik. 
Ö alapította a Tetrapod Zoology gerinces paleozoológia blogot, emellett számos népszerű-tudományos könyvet is írt. Gyakran szerepel a médiában, valamint tudományos- és film tanácsadóként működik a televízióban, a múzeumokban és kiállításokon.
Számos népszerű könyve jelent meg az őskori állatokról, köztük a dinoszauruszokról. 2010-ben egyedüli szerzőként jelentette meg a „The Great Dinosaur Discoveries”  című művét.
Több könyvet is kiadott a kriptozoológiáról, az ő nevéhez fűződik több, őskori állatokról szóló gyerekkönyv is. Társszerkesztője a „Cretaceous Research” folyóiratnak, és tagja volt a „The Cryptozoology Review” folyóirat szerkesztőbizottságának, de rendszeres könyvajánlóként dolgozik az Őslénytani Egyesületnél is.

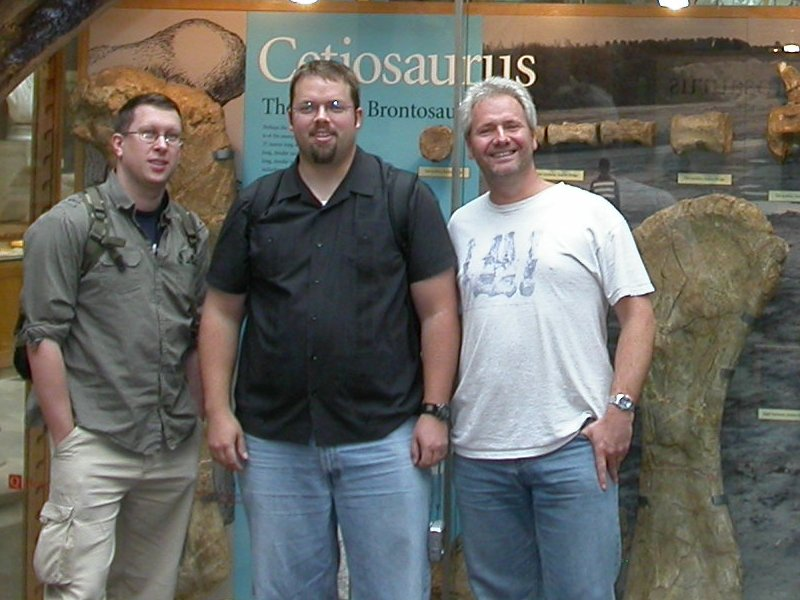
Naish, Taylor és Wedel

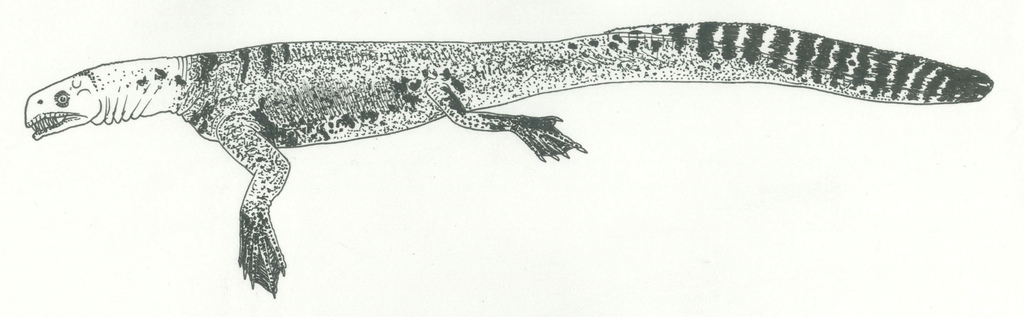
Helveticosaurus, egy kihalt hüllő Naisc ábrázolásában

Naish gyakran szerepelt a brit televízióban, a BBC News 24-ben, a Channel 4 Sunday Brunch, valamint „Richard és Judy” című műsorban, a „Live from Dinosaur Island”, valamint a „How to build” c. dokumentumfilmben is.
2006-ban elindított egy webblogot, a „Tetrapod Zoology”-t, amely az állattan különböző nézőpontjait tárgyalta. 2007-ben csatlakozott a Science Blogs hálózathoz, majd 2018. július 31-től a blog önálló gazdája lett. A Tetrapod Zoology különféle témákat dolgoz fel a tetrapodákkal kapcsolatban. A témák között békák, hüllők, emlősök, madarak, dinoszauruszok, pteroszauruszok és a kriptozoológia is szerepeltek. Kollégáival, Michael P. Taylorral és Mathew Wedellel együtt csatlakozott a Sauropod Vertebra Picture of the Week bloghoz.
2010-ben Naish megjelentette a Tetrapod Zoology korai cikkeinek gyűjteményét Tetrapod Zoology Book One címmel. 
Tudományos tanácsadója volt az „Impossible Pictures”-nek, a Netflix 2020-as „Alien Worlds”sorozatának és a 2022-es „Prehistoric Planet” sorozatnak. 
Népszerű könyvei között szerepelt a médiában egy Cryptozoologicon és az All Yesterdays.
2022 szeptemberében felszólalt az ENSZ tudományos csúcstalálkozóján is.